# Viktor Láznička
Viktor Láznička est un grand maître international d'échecs tchèque né le 9 janvier 1988.

## Formation
Viktor apprend à jouer aux échecs à six ans, puis joue rapidement dans des tournois jeunes, obtenant de nombreuses récompenses dans les championnats nationaux, notamment le titre dans la catégorie des moins de 10 ans en 1997 et des moins de 12 ans en 1998 et 1999. Il finit deuxième dans la catégorie des moins de 18 ans en 2001.
Lors du championnat d'Europe des jeunes de Herceg Novi en 2005, il obtient la médaille de bronze dans la catégorie des moins de 18 ans.
Il étudie l'administration des affaires à l'Université Charles de Prague.
Au 1er mars 2011, il est le 46e joueur mondial avec un classement Elo de 2 688 points.

## Résultats en compétitions internationales
Au début de sa carrière, Láznička gagne ex æquo à Olomouc en 2002 et à Mariánské Lázně en 2003. Il remporte le tournoi de Brno en 2005 et 2006, cette dernière victoire lui confère le titre de champion de République tchèque. Cette même année, il réunit les conditions pour le titre de grand maître et joue pour la première fois en Olympiades, réalisant la meilleure performance de l'équipe tchèque à Turin.
En 2007, il gagne ex æquo l'Open de Tchéquie, avec Vlastimil Babula.
En 2008, il remporte le tournoi de Calcutta au départage devant Krishnan Sasikiran. Il se classe ensuite deuxième lors du championnat ouvert de l'Union Européenne, à Liverpool, derrière Jan Werle et ex æquo avec Michael Adams et Nigel Short.
Láznička a eu plusieurs entraîneurs au cours de sa carrière, dont Sergei Movsessian, un joueur de haut niveau qui jouait dans son équipe du championnat tchèque.

### Coupes du monde
Láznička s'est qualifié pour les coupes du monde de  2007, 2009 et 2015,  .
| Année | Lieu            | Résultat                            | Ultimes adversaires   | Adversaires battus                                       |
| ----- | --------------- | ----------------------------------- | --------------------- | -------------------------------------------------------- |
| 2007  | Khanty-Mansiïsk | premier tour                        | Bartłomiej Macieja    |                                                          |
| 2009  | Khanty-Mansiïsk | quatrième tour (huitième de finale) | Shakhriyar Mamedyarov | Ioánnis Papaïoánnou Aleksandr Morozevitch Viktor Bologan |
| 2015  | Bakou           | deuxième tour                       | Michael Adams         | Varuzhan Akobian                                         |